# ランバーテック (松本市)
株式会社テオリアランバーテックは、長野県松本市に本社を置く、住宅関連の専門工事会社。シロアリ駆除・予防工事、木材保存剤注入処理、ウッドデッキなどの外構工事、断熱工事、住宅劣化診断を行っている。旧ランバーテック松本営業所。埼玉県に本社を置くランバーテックは別会社。

## 沿革
- 1976年3月 - 関東白蟻防除株式会社松本営業所を開設。
- 1988年11月 - 株式会社ランバーテックを設立。木材防腐処理工場を建設し、木材防腐処理業務を開始。
- 1995年4月 - 高気密、高断熱住宅のためのシステム施工を開始。
- 1996年4月 - 関東白蟻防除株式会社松本営業所と株式会社ランバーテックの業務を統合。
- 2017年9月 - 株式会社テオリアランバーテックに社名変更。